# Sainte-Marie (Reunión)
Sainte-Marie es una comuna francesa situada en el departamento y región de Reunión. 
El gentilicio francés de sus habitantes es Sainte-Mariens y Sainte-Mariennes.

## Situación
La comuna está situada en el norte de la isla de Reunión.

## Demografía
| Gráfica de evolución demográfica de Sainte-Marie (Reunión) entre 1961 y 2013 |
|                                                                              |

Fuente: Insee

## Comunas limítrofes
| Noroeste: Océano Índico | Norte: Océano Índico | Noreste: Océano Índico  |
| Oeste: Saint-Denis      |                      | Este: Sainte-Suzanne    |
| Suroeste: Saint-Denis   | Sur: Salazie         | Sureste: Sainte-Suzanne |

## Ciudades hermanadas
- Sainte-Marie,  Madagascar
- Moka,  Mauricio
- Anse Royale,  Seychelles